# Darío Cabrol
Darío Gabriel Cabrol (Santa Fe, Argentina; 31 de enero de 1972) es un exfutbolista argentino. Jugaba como mediocampista ofensivo o enganche y su primer equipo fue Unión de Santa Fe. Su último club antes de retirarse fue Gimnasia y Esgrima de Ciudadela. Actualmente es entrenador del primer equipo de San Martín de Progreso que participa en Liga Esperancina de Fútbol.

## Trayectoria
Cabrol comenzó su carrera en 1990 en Unión de Santa Fe, su ciudad natal. En 1992 fue prestado a Racing, antes de incorporarse a Lanús un año después. En 1994, Cabrol volvió a Unión para disputar la Primera B Nacional. Con su ayuda, el equipo ganó el reducido en 1996 y regresó a Primera División después de dos años. Jugó allí durante cuatro temporadas más. Durante sus dos períodos en Unión, Cabrol obtuvo un total de 197 apariciones en liga y 40 goles en Primera División.
En 2000 despertó el interés del equipo francés Toulouse. Sin embargo, durante su estadía en la Ligue 1 hizo la mayoría de sus apariciones saliendo del banco. Después de un decepcionante paso por Europa, regresó a Argentina y firmó con Colón, el principal rival del club que lo vio nacer. Más adelante, Cabrol calificó el pase como un error, y tan sólo seis meses más tarde se trasladó a Atlético Tucumán. Su exitosa temporada en El Decano fue recompensada con una transferencia a Universidad de Chile. En 2003 tuvo su última participación en la Primera División argentina con Huracán antes de pasar a Ecuador para unirse a Emelec.
En 2004 se trasladó al Blooming boliviano, pero algunas diferencias de opinión con el entrenador aceleraron su salida del club. De vuelta en su país, se incorporó a Ben Hur de Rafaela, donde se consagró campeón del Torneo Argentino A. En el ocaso de su carrera decidió probar suerte en Argentino de Rosario, donde revivió la esperanza de volver a un club importante, sin embargo nunca se ofreció una oferta concreta, terminando su carrera jugando el Torneo Argentino B con Gimnasia y Esgrima de Ciudadela.

## Clubes
| Club                            | País      | Año       |
| ------------------------------- | --------- | --------- |
| Unión de Santa Fe               | Argentina | 1990-1992 |
| Racing                          | Argentina | 1992-1993 |
| Lanús                           | Argentina | 1993-1994 |
| Unión de Santa Fe               | Argentina | 1994-2000 |
| Toulouse                        | Francia   | 2000      |
| Colón de Santa Fe               | Argentina | 2001      |
| Atlético Tucumán                | Argentina | 2001      |
| Universidad de Chile            | Chile     | 2002      |
| Huracán                         | Argentina | 2003      |
| Emelec                          | Ecuador   | 2003      |
| Blooming                        | Bolivia   | 2004      |
| Ben Hur de Rafaela              | Argentina | 2004-2005 |
| Gimnasia y Esgrima de Ciudadela | Argentina | 2006      |
| Argentino de Rosario            | Argentina | 2006      |
| Gimnasia y Esgrima de Ciudadela | Argentina | 2007      |

### Estadísticas
- Actualizado al final de su carrera deportiva

| Club                         | Div.                | Temporada           | Liga | Liga | Copa Nacional | Copa Nacional | Copa Internacional | Copa Internacional | Total | Total |
| Club                         | Div.                | Temporada           | PJ   | G    | PJ            | G             | PJ                 | G                  | PJ    | G     |
| ---------------------------- | ------------------- | ------------------- | ---- | ---- | ------------- | ------------- | ------------------ | ------------------ | ----- | ----- |
| Unión Argentina              |                     |                     |      |      |               |               |                    |                    |       |       |
| 1.ª                          | 1990/91             | 20                  | 1    | -    | -             | -             | -                  | 20                 | 1     |       |
| 1.ª                          | 1991/92             | 35                  | 1    | -    | -             | -             | -                  | 30                 | 1     |       |
| 2.ª                          | 1994/95             | 31                  | 3    | -    | -             | -             | -                  | ?                  | ?     |       |
| 2.ª                          | 1995/96             | 44                  | 11   | -    | -             | -             | -                  | ?                  | ?     |       |
| 1.ª                          | 1996/97             | 33                  | 4    | -    | -             | -             | -                  | 33                 | 4     |       |
| 1.ª                          | 1997/98             | 38                  | 9    | -    | -             | -             | -                  | 38                 | 9     |       |
| 1.ª                          | 1998/99             | 36                  | 14   | -    | -             | -             | -                  | 36                 | 14    |       |
| 1.ª                          | 1999/00             | 35                  | 10   | -    | -             | -             | -                  | 35                 | 10    |       |
| Total                        | Total               | 272                 | 53   | -    | -             | -             | -                  | 272                | 53    |       |
| Racing Argentina             |                     |                     |      |      |               |               |                    |                    |       |       |
| 1.ª                          | 1992/93             | 32                  | 4    | -    | -             | 3             | 0                  | 35                 | 4     |       |
| Total                        | Total               | 32                  | 4    | -    | -             | 3             | 0                  | 35                 | 4     |       |
| Lanús Argentina              |                     |                     |      |      |               |               |                    |                    |       |       |
| 1.ª                          | 1993/94             | 18                  | 2    | -    | -             | -             | -                  | 18                 | 2     |       |
| Total                        | Total               | 18                  | 2    | -    | -             | -             | -                  | 18                 | 2     |       |
| Toulouse Francia             |                     |                     |      |      |               |               |                    |                    |       |       |
| 1.ª                          | 2000/01             | 9                   | 0    | -    | -             | -             | -                  | 9                  | 0     |       |
| Total                        | Total               | 9                   | 0    | -    | -             | -             | -                  | 9                  | 0     |       |
| Colón Argentina              |                     |                     |      |      |               |               |                    |                    |       |       |
| 1.ª                          | 2000/01             | 17                  | 3    | -    | -             | -             | -                  | 17                 | 3     |       |
| Total                        | Total               | 17                  | 3    | -    | -             | -             | -                  | 17                 | 3     |       |
| Atlético Tucumán Argentina   |                     |                     |      |      |               |               |                    |                    |       |       |
| 2.ª                          | 2001/02             | 17                  | 10   | -    | -             | -             | -                  | 17                 | 10    |       |
| Total                        | Total               | 17                  | 10   | -    | -             | -             | -                  | 17                 | 10    |       |
| Universidad de Chile · Chile |                     |                     |      |      |               |               |                    |                    |       |       |
| 1.ª                          | 2002                | 34                  | 6    | -    | -             | -             | -                  | 34                 | 6     |       |
| Total                        | Total               | 34                  | 6    | -    | -             | -             | -                  | 34                 | 6     |       |
| Huracán Argentina            |                     |                     |      |      |               |               |                    |                    |       |       |
| 1.ª                          | 2002/03             | 6                   | 2    | -    | -             | -             | -                  | 6                  | 2     |       |
| Total                        | Total               | 6                   | 2    | -    | -             | -             | -                  | 6                  | 2     |       |
| Emelec · Ecuador             |                     |                     |      |      |               |               |                    |                    |       |       |
| 1.ª                          | 2003                | 16                  | 2    | -    | -             | -             | -                  | 16                 | 2     |       |
| Total                        | Total               | 16                  | 2    | -    | -             | -             | -                  | 16                 | 2     |       |
| Blooming · Bolivia           |                     |                     |      |      |               |               |                    |                    |       |       |
| 1.ª                          | 2004                | 2                   | 0    | -    | -             | -             | -                  | 2                  | 0     |       |
| Total                        | Total               | 2                   | 0    | -    | -             | -             | -                  | 2                  | 0     |       |
| Ben Hur Argentina            |                     |                     |      |      |               |               |                    |                    |       |       |
| 3.ª                          | 2004/05             | 23                  | 2    | -    | -             | -             | -                  | 23                 | 2     |       |
| Total                        | Total               | 23                  | 2    | -    | -             | -             | -                  | 23                 | 2     |       |
| Gimnasia (SF) Argentina      |                     |                     |      |      |               |               |                    |                    |       |       |
| 5.ª                          | 2006                | ?                   | ?    | -    | -             | -             | -                  | ?                  | ?     |       |
| 4.ª                          | 2006/07             | 7                   | 1    | -    | -             | -             | -                  | 7                  | 1     |       |
| Total                        | Total               | 7                   | 1    | -    | -             | -             | -                  | 7                  | 1     |       |
| Argentino (R) Argentina      |                     |                     |      |      |               |               |                    |                    |       |       |
| 4.ª                          | 2006/07             | 9                   | 0    | -    | -             | -             | -                  | 9                  | 0     |       |
| Total                        | Total               | 9                   | 0    | -    | -             | -             | -                  | 9                  | 0     |       |
| Total en su carrera          | Total en su carrera | Total en su carrera | 463  | 86   | -             | -             | 3                  | 0                  | 466   | 86    |

## Palmarés

### Campeonatos nacionales
| Título             | Club               | País      | Año  |
| ------------------ | ------------------ | --------- | ---- |
| Torneo Argentino A | Ben Hur de Rafaela | Argentina | 2005 |

### Otros logros
| Título                     | Club              | País      | Año  |
| -------------------------- | ----------------- | --------- | ---- |
| Ascenso a Primera División | Unión de Santa Fe | Argentina | 1996 |